# Germain Ier de Jérusalem
Germain Ier (en grec : Γερμανός) fut patriarche orthodoxe de Jérusalem de 1537 à 1579.